# Restez dîner
Pour plus de détails, voir Fiche technique et Distribution.
Restez dîner ou Maruche est un court métrage  français réalisé par Robert Péguy, sorti en 1932.

## Synopsis
Un couple attend un ministre à déjeuner. Il y aura douze convives. M. Blondel rencontre un ami : Maruche, et l'invite. Zut : treize à table !
Monsieur cherche alors un quatorzième convive, tandis que madame veut chasser Maruche. Marie, la cuisinière, perd la tête devant les ordres et les contre-ordres et, piquant une crise, abandonne son fourneau. Cependant le ministre se fait excuser.

## Fiche technique
- Titre : Restez diner
- Titre alternatif : Maruche
- Réalisation : Robert Péguy, assisté de Paule Péguy
- Scénario : Robert Péguy, Marius Boisson
- Adaptation et dialogues : Paule Peggy, Marius Boisson
- Photographie : Nicolas Hayer
- Son : Robert Péguy, assistant son : Jacques Hawadier
- Musique : Louis Péguri, Vincent Scotto
- Paroliers des chansons : Géo Koger; Robert Péguy
- Société de production : Les Films Albert Lauzin
- Société de distribution : l'U.F.P.C
- Format : Noir et blanc -Son mono - 1,37:1  - 35 mm
- Genre : Comédie
- Durée : 32 minutes, pour un métrage de 1200 mètres
- Année de sortie : 1932 en France

## Distribution
- Jeanne Fusier-Gir : Marie la cuisinière
- Louis Florencie : M. Blondel
- Fernandel : Maruche
- Henri Debain : M. Pinchot
- Ginette Gaubert : Mme Blondel